# چهاردهمین دوره جشنواره بین‌المللی فیلم کودک و نوجوان رولان، ارمنستان
چهاردهمین دوره جشنواره بین‌المللی فیلم رولان که ویژه کودکان و نوجوانان است از ۶ تا ۱۰ نوامبر ۲۰۱۸ (۱۵ تا ۱۹ آبان ۱۳۹۷) در ایروان ارمنستان با حضور ۱۸۶ فیلم از ۶۳ کشور برگزار شد. این جشنواره توسط بنیاد ترویج سینما و تلویزیون ارمنستان به نام بنیاد رولان بایکوف برگزار می‌شود. جشنواره این دوره به یاد آوازخوان فقید افسانه‌ای، شارل آزناوور تقدیم شد. بعلاوه ایروان، جشنواره در استان‌های شیراک، لوری، گغارکونیک، آرماویر و کوتایک و همین آرتساخ برگزار شد. دو فیلم ایرانی یه‌وا به کارگردانی آناهید آباد و نسترن‌های وحشی به کارگردانی رهبر قنبری در بخش رقابتی جشنواره حضور داشتند.